# 내 생애 값진 선택 2

## 기본정보
사이트 공식 홈페이지

## 출연진
*김현욱
*변기수
*강예빈

## 공식영상
*네이버TV

## 편성표
*FOX
*FOXlife
*DRAMAcube
*FX
*채널 뷰

## 시리즈
*내 생애 값진 선택 2
*내 생애 값진 선택